# Jérôme Peri
 (juillet 2021).
La mise en forme du texte ne suit pas les recommandations de Wikipédia : il faut le « wikifier ».
Les points d'amélioration suivants sont les cas les plus fréquents :
- Les titres sont pré-formatés par le logiciel. Ils ne sont ni en capitales, ni en gras.
- Le texte ne doit pas être écrit en capitales (les noms de famille non plus), ni en gras, ni en italique, ni en « petit »…
- Le gras n'est utilisé que pour surligner le titre de l'article dans l'introduction, une seule fois.
- L'italique est rarement utilisé : mots en langue étrangère, titres d'œuvres, noms de bateaux, etc.
- Les citations ne sont pas en italique mais en corps de texte normal. Elles sont entourées par des guillemets français : « et ».
- Les listes à puces sont à éviter, des paragraphes rédigés étant largement préférés. Les tableaux sont à réserver à la présentation de données structurées (résultats, etc.).
- Les appels de note de bas de page (petits chiffres en exposant, introduits par l'outil «  Source ») sont à placer entre la fin de phrase et le point final[comme ça].
- Les liens internes (vers d'autres articles de Wikipédia) sont à choisir avec parcimonie. Créez des liens vers des articles approfondissant le sujet. Les termes génériques sans rapport avec le sujet sont à éviter, ainsi que les répétitions de liens vers un même terme.
- Les liens externes sont à placer uniquement dans une section « Liens externes », à la fin de l'article. Ces liens sont à choisir avec parcimonie suivant les règles définies. Si un lien sert de source à l'article, son insertion dans le texte est à faire par les notes de bas de page.
- La présentation des références doit suivre les conventions bibliographiques. Il est recommandé d'utiliser les modèles {{Ouvrage}}, {{Chapitre}}, {{Article}}, {{Lien web}} et/ou {{Bibliographie}}. Le mode d'édition visuel peut mettre en forme automatiquement les références.
- Insérer une infobox (cadre d'informations à droite) n'est pas obligatoire pour parachever la mise en page.

Pour une aide détaillée, merci de consulter Aide:Wikification.
Si vous pensez que ces points ont été résolus, vous pouvez retirer ce bandeau et améliorer la mise en forme d'un autre article.
Jérôme Peri, né à Ajaccio en 1859, où il est décédé en 1942, est un enseignant, commerçant et homme politique corse, maire d'Ajaccio de 1919 à 1925.

## Biographie
Jérôme Peri est né à Ajaccio le 16 mars 1859. Bachelier ès sciences à l'âge de 17 ans, il étudia à la faculté des sciences de Marseille. Il commença une carrière d'enseignant sur le continent, qu'il interrompit en 1883, année du décès de son père Pierre Peri, afin de reprendre le négoce familial de meubles.

### Maire d'Ajaccio
Membre fondateur du Parti radical de Corse (PRC), Jérôme Peri remporte les élections municipales d'Ajaccio du 07 décembre 1919 et arrache la mairie aux bonapartiste qui la tenaient depuis 1884. Sa victoire provoque une crise au sein du Comité central bonapartiste (CCB), parti municipal conservateur se donnant pour but de faire vivre le souvenir napoléonien. 

Il fut le premier des trois maires non bonapartistes d'Ajaccio du XXe siècle.  

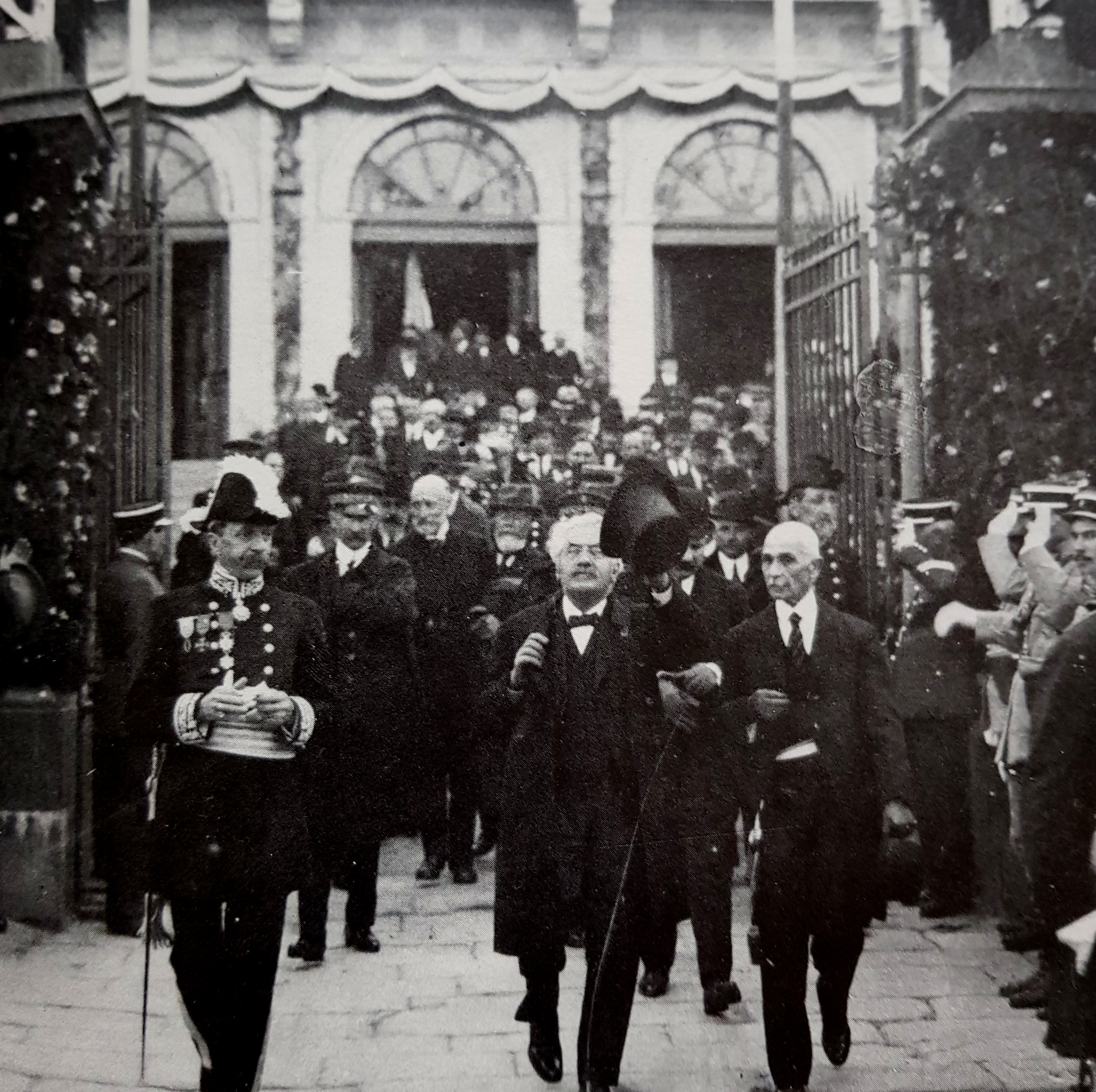
Jeudi 04 mai 1922, Alexandre Millerand, président de la république, sort de la préfecture avec Jérôme Peri (coll. A. Taviani)

Sa mandature fut notamment marquée par l'escale forcée du « Rion » avec à son bord 3800 réfugiés russes. Il inaugura également la statue du général Grossetti, son camarade d'enfance, sur la place Miot en septembre 1924. 
Malgré son caractère radical et républicain, Jérôme Peri agira en faveur du souvenir de Napoléon Premier en œuvrant pour que la maison Bonaparte deviennent un musée et lieu de pèlerinage. Il organise également des festivités pour le centenaire de la mort de Napoléon, en mai 1921 pendant lesquelles il entonne « l'Ajaccienne ». Il décide également de nommer la Rue Bonaparte et le Quai Napoléon en 1924, en hommage à l'empereur. Les élections municipales du 03 et 10 mai 1925 sont marquées par le tournage du film Napoléon d'Abel Gance. Malgré le contexte tendu des élections, Jérôme Peri autorise le tournage du film et accepte de donner « un moyen de propagande au parti qui le combattait ». Son opposant Dominique Paoli remporte finalement de justesse la mairie d'Ajaccio pour le parti bonapartiste qui la conservera jusqu'en 1945.  

### Autres fonctions et décorations
Profondément républicain, laïc et anti-clérical, il était franc-maçon et participa à la création de la loge « l'Emancipation ajaccienne » en 1903 donc il fut vénérable en 1920 et reçu l'Honorariat en 1929. Son nom figure dans la liste des dignitaires de la Franc-Maçonnerie depuis 1942.
Jérôme Peri fut président du tribunal de commerce en 1916, puis de la Chambre de commerce d'Ajaccio - Sartène et conseiller général d'Ajaccio en 1930. 
Il fut par ailleurs officier de la Couronne d'Italie en 1924 et officier de l'Ordre national de la Légion d'honneur en 1931.

### Hommages posthumes
Décédé à l'âge de 83 ans, le 6 décembre 1942 à son domicile du 36 cours Napoléon, ses obsèques furent célébrées le lendemain « au milieu d'une grande affluence où l'on remarquait la présence de toutes les classes de la population ajaccienne et de toutes les notabilités de la ville ». Son éloge funèbre fut prononcé, place du Diamant, par son successeur à la mairie d'Ajaccio, le bonapartiste Dominique Paoli. 
Son écharpe de maire fut prêtée, au lendemain de la Seconde guerre mondiale, en 1947, par sa veuve née Marie-Laurine Micheletti, à Nicéphore Stephanopoli de Commène lequel venait d'être élu à la mairie d'Ajaccio.
Une délibération du Conseil municipal, en date du 24 octobre 1945, a donné le nom de Jérôme Peri à la rue des Trois Mairie, rue qu'il parcourait chaque jour, dans sa portion comprise entre le cours Napoléon et la rue Fesch, mais elle ne fut jamais appliquée. Une rue d'Ajaccio comprise entre le boulevard Roi Jérôme et la rue Fesch porte son nom.